# Sebastian Przyrowski
Sebastian Przyrowski (Białobrzegi, Polonia, 30 de noviembre de 1981) es un futbolista polaco que juega de portero en el Górnik Zabrze de la I Liga. 
Debutó en la Ekstraklasa el 2 de marzo de 2002 en un partido del Dyskobolia Grodzisk Wielkopolski contra el Górnik Zabrze. En 2005 fue convocado por primera vez con la selección nacional. En 2005 y 2007 ganó la Copa de Polonia con Dyskobolia y en el 2007 y 2008 ganó la Copa de la Liga.